# Pekka Turunen
 (décembre 2021).
Si vous disposez d'ouvrages ou d'articles de référence ou si vous connaissez des sites web de qualité traitant du thème abordé ici, merci de compléter l'article en donnant les références utiles à sa vérifiabilité et en les liant à la section « Notes et références ».
Pekka Turunen, né en 1958 à Joensuu, est un photographe finlandais.

## Biographie
Pekka Turunen a étudié la photographie en 1987 à l'Académie des arts et du design d'Helsinki . Il a eu sa première exposition personnelle avec Against the Wall en 1991 à Moscou et à Nice.